# 118 aC
El 118 aC va ser un any del calendari romà prejulià. Durant la República i l'Imperi Romà es coneixia com l'Any del Consolat de Cató i Rex o també any 636 Ab urbe condita o de la fundació de la ciutat). L'ús del nom «118 aC» per referir-se a aquest any es remunta a l'alta edat mitjana, quan el sistema Anno Domini va ser el mètode de numeració dels anys més comú a Europa.

## Esdeveniments

### República Romana
- Marc Porci Cató i Quint Marci Rex són elegits cònsols.[2]
- Quint Marci Rex fa la guerra contra el poble lígur dels estoens (stoeni),[a] que vivien al peu dels Alps i per la seva victòria obté els honors del triomf. Durant el seu consolat perd al seu únic fill, però compleix els seus deures com a cònsol reunint-se amb el Senat i fent altres funcions del càrrec el mateix dia de l'enterrament.[4][5]

### Gàl·lia
- Narbona: els romans hi funden la seva primera colònia fora d'Itàlia, i li donen el nom de Narbo Martius, potser en honor del cònsol Marci.[6]

### Àfrica
- Marc Porci Cató és enviat a l'Àfrica, probablement per resoldre les diferències entre els hereus de Micipsa a Numídia. Mor allà.[7]

## Necrològiques
- Micipsa, rei de Numídia. Deixa el regne als seus dos fills Adhèrbal i Hiempsal I, i al seu nebot i fill adoptiu Jugurta.[2][8]